# Uroptychus setosidigitalis
Uroptychus setosidigitalis är en kräftdjursart som beskrevs av Baba 1977. Uroptychus setosidigitalis ingår i släktet Uroptychus och familjen Chirostylidae. Inga underarter finns listade i Catalogue of Life.